# Olaf Johannessen
 Der er for få eller ingen kildehenvisninger i denne artikel, hvilket er et problem. Du kan hjælpe ved at angive troværdige kilder til de påstande, som fremføres i artiklen.

Olaf Heine Johannessen (født 8. juli 1961 i Thorshavn) er en skuespiller fra Færøerne, der spiller teater og film på Færøerne i Danmark og i Tyskland.

## Uddannelse og karriere
Olaf Johannessen er uddannet ved Odense Teaters skuespillerskole i 1986. 
Efter endt uddannelse blev Johannessen ansat ved Aarhus Teater, hvor han blandt andet spillede titelrollen i dramatiseringen af Lykke-Peer (1988) og titelrollen i Hamlet (1992) samt titelrollen i Roberto Zucco. I 1994 kom han til Det Kongelige Teater, hvor han var fastansat i ti år. Han har siden virket som freelance-skuespiller. I tv-sammenhæng er han blandt andet kendt for sin rolle som statsminister Kristian Kamper i Forbrydelsen III.

## Privat
Olaf Johannessen er søn af teaterinstruktøren Eyðun Johannessen fra Thorshavn og Tove Jakobsen fra Vrå, Danmark og bror til skuespilleren Annika Johannessen.

## Teaterroller
Kun uddrag
| År        | Teater                                       | Stykke                          | Forfatter                                    | Instruktør            | Rolle(r)                                                                                |
| --------- | -------------------------------------------- | ------------------------------- | -------------------------------------------- | --------------------- | --------------------------------------------------------------------------------------- |
| 2009      | Teatret ved Sorte Hest                       | Hjorten                         | Vivian Nielsen                               | Vivian Nielsen        | Jarl                                                                                    |
| 2009      | Det Kongelige Teater (Gæstespil på Dramaten) | Language of Hope                | Das Beckwerk                                 | Das Beckwerk          | Mediet                                                                                  |
| 2009      | Det Kongelige Teater                         | Richard III                     | William Shakespeare                          | Staffan Valdemar Holm | Lord Grey, 1. morder, Kong Edward IV, Unge Richard af York, Stanley, Londons borgmester |
| 2009      | Mamutteatret                                 | PPP                             | Claus Flygare                                | Minna Johannesson     | Pier Paolo Pasolini                                                                     |
| 2009      | Café Teatret                                 | Krasnoyarsk                     | Johan Harstad                                | Line Paulsen          | Antropologen                                                                            |
| 2009      | Det Kongelige Teater                         | Rødt og grønt                   | Astrid Saalbach                              | Søren Iversen         | Manne                                                                                   |
| 2011-2014 | Schauspielhaus Düsseldorf (de)               | Karte und Gebiet                | Michel Houellebecq                           | Falk Richter          | Michel Houellebecq                                                                      |
| 2012-2013 | Schauspielhaus Düsseldorf                    | Büchner project                 | Georg Büchner Falk Richter                   | Falk Richter          |                                                                                         |
| 2013-2014 | Schauspielhaus Düsseldorf                    | Peer Gynt                       | Henrik Ibsen                                 | Staffan Valdemar Holm | Peer Gynt                                                                               |
| 2013      | Grønnegårds Teatret                          | Fruentimmerskolen               | Molière                                      | Madeleine Røn Juul    | Arnolphe                                                                                |
| 2014      | Betty Nansen Teatret                         | Samtale før døden               | Adam Price                                   | Peter Langdal         | Adolf Eichmann                                                                          |
| 2014-2015 | Betty Nansen Teatret                         | Mefisto                         | Ariane Mnouchkine                            | Peter Langdal         | Hendrik Höfgen                                                                          |
| 2015      | Det Kongelige Teater                         | Heksejagt                       | Arthur Miller                                | Roger Vontobel        | John Proctor                                                                            |
| 2015-17   | Schauspielhaus Bochum (de)                   | Rose Bernd                      | Gerhard Hauptmann                            | Roger Vontobel        | Christof Flamm                                                                          |
| 2015-16   | Det Kongelige Teater                         | Puntila                         | Bertolt Brecht                               | Staffan Valdemar Holm | Puntila                                                                                 |
| 2016      | Teater République                            | Topmøde for de mest deprimerede | Bl.a. Shakespeare,Goethe,Büchner,Ibsen,Dante | Staffan Valdemar Holm |                                                                                         |
| 2016      | Grønnegårds Teatret                          | Jeppe på bjerget                | Holberg                                      | Thomas Bendixen       | Jeppe                                                                                   |
| 2017      | Betty Nansen Teatret                         | Vredens druer                   | J. Steinbeck                                 | Katrine Wiedemann     | Jim Casey                                                                               |
| 2017-18   | Nørrebro Teater                              | Diktatoren                      | Charlie Chaplin                              | Nikolaj Cederholm     | Barberen/Hynkel                                                                         |
| 2018      | Betty Nansen Teatret                         | Requiem                         | Peer Hultberg                                | Jacob Schokking       |                                                                                         |
| 2018      | Betty Nansen Teatret                         | Kat på et varmt bliktag         | Tennessee Williams                           | Minna Johanneson      | Big Daddy                                                                               |
| 2019      | Odense Teater Ålborg Teater                  | Diktatoren                      | Charlie Chaplin                              | Nikolaj Cederholm     | Barberen/Hynkel                                                                         |
| 2019 2020 | Det Kongelige Teater                         | Cyran de Bergerac               | Edmond Rostand                               | Katrine Wiedemann     | Cyrano de Bergerac                                                                      |
| 2020      | Husets Teater                                | Det store stilehæfte            | Agota Kristof                                | Jens Albinus          | Den ene bror                                                                            |
| 2020      | Teater Republique                            | Faust                           | Johan Wolfgang von Goethe                    | Staffan Valdemar Holm | Faust                                                                                   |
| 2020/21   | Leikhús Skift                                | Tann komiska tragedian          | Eve Bonfanti, Yves Hunstad                   | Marita Dalsgaard      | Rollan/Sjónleikarin                                                                     |
| 2021/22   | Buehnenbern                                  | Maria Stuart                    | Friedrich Schiller                           | Roger Vontobel        | Robert Dudley graf von Leicester                                                        |
| 2021      | Operaen/Takkelloftet                         | Pan                             | Knut Hamsun/Kim Leine                        | Line Paulsen          | Thomas Glahn                                                                            |
| 2023      | Det Kongelige Teater                         | Richard ll                      | William Shakespeare                          | Staffan Valdemar Holm | Richard ll                                                                              |
| 2024      | Det Kongelige Teater                         | Timerne (The Hours)             | Michael Cunningham                           | Eline Arbo            | Forfatter, Richard Brown, Richie                                                        |

## Filmografi
| År        | Film                        | Instruktør                                   | Rolle             | Andet                |
| --------- | --------------------------- | -------------------------------------------- | ----------------- | -------------------- |
| 1999-2000 | Ved Stillebækken            | Finn Henriksen, Lone Scherfig                | Ole Stillebæk     | Tv-serie, TV2        |
| 2009      | Alting bliver godt igen     | Christoffer Boe                              | Michael           | Film                 |
| 2010      | Pagten                      | Jesper W. Nielsen                            | Kim Landbetjent   | Tv-julekalender, DR1 |
| 2010      | Blekingegade                | Jacob Thuesen                                | Kenneth Ebbe      | Tv-serie, TV2        |
| 2012      | Borgen                      | Jannik Johansen                              | Jørgen Hedegaard  | Tv-serie, DR1        |
| 2012      | Forbrydelsen III            | Kristoffer Nyholm                            | Kristian Kamper   | Tv-serie, DR1        |
| 2014      | 1864                        | Ole Bornedal                                 | C.C. Hall         | Tv-serie, DR1        |
| 2015      | Skammerens datter           | Kenneth Kainz                                | Mester Maunus     | Film                 |
| 2015      | Broen III                   | Henrik Georgsson, Rumle Hammerich            | Lars              | Tv-serie, DR1        |
| 2017      | Thorn                       | Gabriel Tzafkas                              | Manden            | Film                 |
| 2018      | Kriger                      | Christoffer Boe                              | Jakkesættet       | Tv-serie, TV2        |
| 2019      | Bedrag III                  | Søren Balle, Milad Alami, Gustav Møller o.a. | Storm             | Tv-serie, DR1        |
| 2019      | Danmarks sønner             | Ulaa Salim                                   | Jon               | Film                 |
| 2019      | Undtagelsen                 | Jesper W. Nielsen                            | Poul              | Film                 |
| 2019      | Kollision                   | Mehdi Avaz                                   | Dommer            | Film                 |
| 2021      | Forhøret                    | Christoffer Boe                              | John              | Tv-serie, Viaplay    |
| 2021      | Skyggen i mit øje           | Ole Bornedal                                 | Brandmajor        | Film                 |
| 2022      | Trom                        | Kasper Barfoed/David Oskar Ólafsson          | Ragnar í Rong     | Tv-serie, Viaplay    |
| 2022      | Sygeplejeskolen             | Tilde Harkamp/Ask Hasselbalch                | Klaus Abildgaard  | Tv-serie, TV2        |
| 2023      | Vogter                      | Gustav Möller                                | Insitutionschef   | Film                 |
| 2023/24   | Badehotellet[kilde mangler] | Fabian Wullenweber                           | John Henry Seerup | Tv-serie, TV2        |
| 2024      | Paranoia                    | Kari Vidø                                    | Julius Gilbert    | Film                 |

## Priser og hædersbevisninger
- 2004: Olaf Poulsens Mindelegat
- 2008: Reumert (nomineret som bedste mandlige birolle for advokaten i Et drømmespil af Strindberg + modtager for årets forestilling for samme stykke)
- 2009: Poul Reumerts Mindelegat
- 2010: Reumert (for Årets forestilling: Richard III af Shakespeare)
- 2010: Modtog Lauritzen-prisen
- 2013: Modtog Robert-prisen for bedste mandlige birolle i TV-serien Forbrydelsen III[4]
- 2013: Der Faust (de) (nomineret som bedste skuespiller i Tyskland for titelrollen i Per Gynt af Ibsen[5]
- 2013: Teaterpokalen (nomineret for Arnolph i Fruentimmerskolen af Moliere)
- 2013: Ridder af Dannebrog
- 2014: Modtager af Ole Haslunds kunstnerlegat
- 2014: Modtog Teaterpokalen (for A.Eichmann i Samtale før døden af Adam Price)
- 2014: Kåret som Årets skuespiller af Berlingske.[6]
- 2015: Modtog Årets Reumert som bedste mandlige hovedrolle i Samtale før døden af A. Price og Mefisto af T.Mann/Mnouschkine, Betty Nansen Teatret, samt Heksejagt af A.Miller, Det Kongelige Teater[7]
- 2016: Modtog Årets Reumert som bedste mandlige hovedrolle i Puntila af B.Brecht, Det Kongelige Teater.[8]
- 2018: Modtog Årets Reumert Hæderspris
- 2020: Modtog Årets Reumert som bedste mandlige hovedrolle i Det store Stilehæfte, Husets teater
- 2020: Ridder af Dannebrog 1. Grad
- 2022: Mentanarvirðisløn Landsins 2021

## Privat
Han er far til fem børn og er kæreste med instruktør og skuespiller Marita Dalsgaard.